# Tefnut

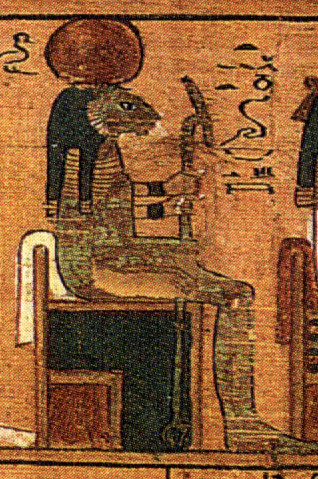
Tefnut

Tefnut var fuktens gudinna i egyptisk mytologi.  Tefnut och Shu var ett par som fötts genom urguden Atums mun. Tefnut och Shu  avlade Geb och Nut.  Tefnut avbildas oftast i lejongestalt.